# Mycalesis tabitha
Mycalesis tabitha är en fjärilsart som beskrevs av Fabricius 1763. Mycalesis tabitha ingår i släktet Mycalesis och familjen praktfjärilar. Inga underarter finns listade i Catalogue of Life.